# Wirtschafts- und Infrastrukturbank Hessen
Die Wirtschafts- und Infrastrukturbank Hessen (WIBank) ist die Förderbank des Landes Hessen und zuständig für das monetäre öffentliche Fördergeschäft. Sie ist als rechtlich unselbständige, wirtschaftlich und organisatorisch selbständige Anstalt (AidA) in der Landesbank Hessen-Thüringen einer der drei Geschäftsbereiche, auf denen das Geschäftsmodell der Landesbank basiert.

## Geschichte
Die Gründung der Bank fußt auf dem „Gesetz zur Neuordnung der monetären Förderung in Hessen“ vom 16. Juli 2009, durch das die Investitionsbank Hessen (IBH) auf die LTH – Bank für Infrastruktur verschmolzen wurden. Die WIBank führt das Fördergeschäft der bisherigen Institute IBH und LTH – Bank für Infrastruktur fort.
Das Gesetz zur Neuordnung der monetären Förderung in Hessen legte fest, dass die WIBank mit der Gewährträgerhaftung des Landes Hessen ausgestattet ist. Das Förderinstitut ist gemäß der Grundsätze der Verständigung mit der EU-Kommission über staatliche Garantien deutscher Förderbanken (Verständigung II) aufgestellt und unterliegt dem Grundsatz der Wettbewerbsneutralität.

## Wesentliche Beteiligungen und Partnerschaften
Im Beteiligungsgeschäft bedient sich die WIBank zur Erfüllung ihrer Aufgaben der Beteiligungs-Managementgesellschaft Hessen mbH (BM H), einer Tochtergesellschaft der Landesbank Hessen-Thüringen, die der WIBank wirtschaftlich zugeordnet sowie in die Wirtschaftsförderung des Landes Hessen integriert ist.
Die BM H nimmt die Geschäftsbesorgungs- und -betreuungsaufgaben für folgende aktive Beteiligungsgesellschaften wahr, die den hessischen Mittelstand mit Eigenkapital bzw. eigenkapitalähnlichen Mitteln unterstützen:
- Mittelständische Beteiligungsgesellschaft Hessen mbH (MBG H),
- Hessen Kapital I GmbH,
- Hessen Kapital II GmbH,
- Hessen Kapital III (EFRE) GmbH,
- TF H III Technologiefonds Hessen GmbH.

Den rechtlich selbstständigen Gesellschaften liegen unterschiedliche Gesellschafter- und Refinanzierungsstrukturen zugrunde. Als Finanzierungsinstrumente finden stille, aber zum Teil auch offene Beteiligungen Anwendung.

## Organe der WIBank
Im Gesetz zur Neuordnung der monetären Förderung in Hessen wurde vorgesehen, einen Ausschuss des Verwaltungsrates der Helaba einzurichten, der für die WIBank und für ihre Fördertätigkeit zuständig ist.
Der WIBank-Ausschuss beschließt die Richtlinien für die Geschäftspolitik und überwacht das Fördergeschäft. Im Zuge dessen entscheidet er über die Art der Zweckbindung der von der WIBank thesaurierten Erträge.
Der Ausschuss besteht aus sechs Mitgliedern:
- zwei vom Land berufenen Mitgliedern im Verwaltungsrat der Helaba,
- zwei Mitgliedern der Arbeitnehmervertretung aus dem Verwaltungsrat der Helaba sowie
- der für Wirtschaft zuständigen Ministerin oder dem hierfür zuständigen Minister und
- einem weiteren von der Landesregierung zu benennenden Mitglied.

Der Verwaltungsrat der Helaba wird vom Vorsitzenden des Ausschusses regelmäßig über die Tätigkeiten der WIBank und über die Beschlüsse des Ausschusses unterrichtet.

## Standorte
Die Standorte der Bank sind Offenbach am Main, Kassel, Wetzlar und Wiesbaden.